# Rob Swire
Robert Swire-Thompson (född den 5 november 1982) är en australisk musikproducent, singer-songwriter, multiinstrumentalist och DJ. Swire är framförallt känd som frontfigur i det australiska drum and bass/elektronisk rock-bandet Pendulum. Han är även DJ i EDM-duon Knife Party. Swire är född och uppvuxen i Perth, Western Australia men flyttade år 2003 till Storbritannien med Pendulums medgrundare Gareth McGrillen och Paul "El Hornet" Harding. Swire är även känd under sitt artistnamn Anscenic.